# 27967 Beppebianchi
27967 Beppebianchi este un asteroid din centura principală de asteroizi.

## Descriere
27967 Beppebianchi este un asteroid din centura principală de asteroizi. A fost descoperit pe 1 octombrie 1997 la Observatorul San Vittore din Bologna. Asteroidul prezintă o orbită caracterizată de o semiaxă mare de 2,63 ua, o excentricitate de 0,19 și o înclinație de 9,5° în raport cu ecliptica.